# Mycetophila uacupisi
Mycetophila uacupisi är en tvåvingeart som beskrevs av Lane 1958. Mycetophila uacupisi ingår i släktet Mycetophila och familjen svampmyggor. Inga underarter finns listade i Catalogue of Life.